# Ensenada
För andra betydelser, se Ensenada (olika betydelser).
Ensenada är en stad i kommunen Ensenada i nordvästra Mexiko och är belägen vid Stilla havskusten i delstaten Baja California. Folkmängden i hela kommunen uppgår till nästan en halv miljon invånare, varav cirka 300 000 bor i själva centralorten. Med en yta på 52 482 km² är Ensenadas kommun den till ytan största i hela Mexiko.

## Orter
Kommunen omfattar Ensenadas centralort samt många andra orter. De folkrikaste är (folkmängd 2013):
1. Ensenada, 293 809 invånare
2. Rodolfo Sánchez Taboada, 27 096 invånare
3. Lázaro Cárdenas, 17 367 invånare
4. Vicente Guerrero, 12 041 invånare
5. Camalú, 10 175 invånare